# Burcht Raaf

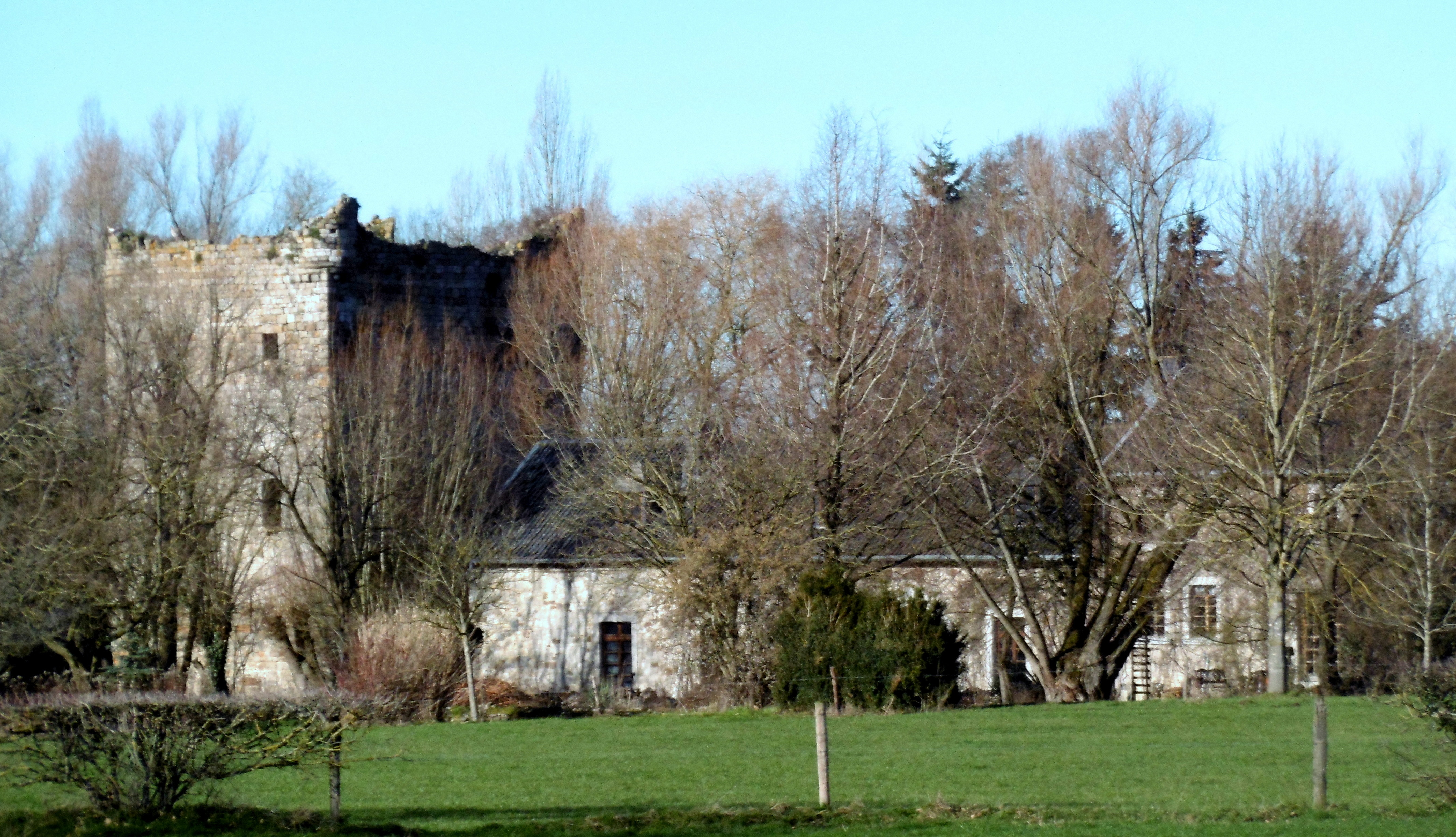
Burcht Raaf

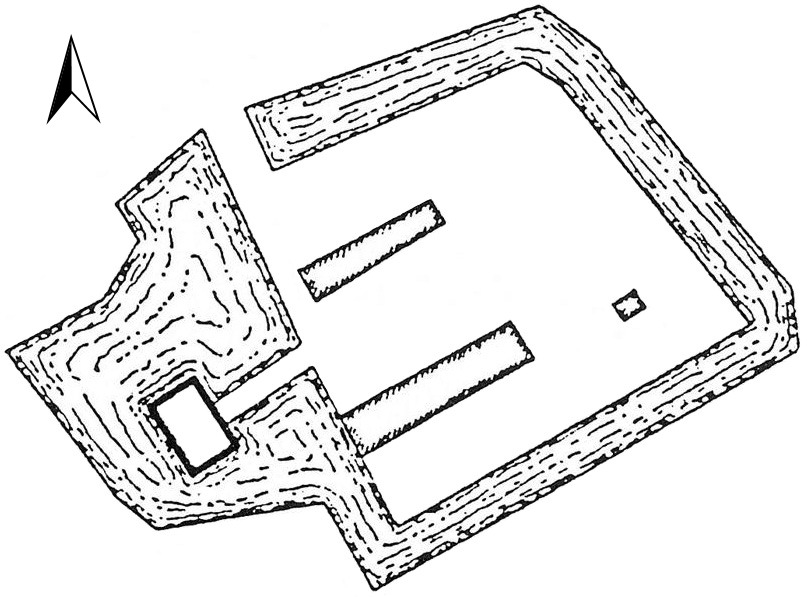
Plattegrond in 1826

Burcht Raaf (Duits: Burg Raaf of ook wel Burg Raaff) is de ruïne van een donjon, gelegen in de buurtschap Berlotte, welke behoort tot de deelgemeente Eynatten van de Belgische gemeente Raeren, gelegen nabij de Stestertstraße.

## Geschiedenis
Burcht Raaf was een leen van het Onze-Lieve-Vrouwekapittel te Aken. Tot ongeveer midden 14e eeuw was deze burcht vermoedelijk in bezit van de familie Rave. In 1380 werd voor het eerst met naam melding gemaakt van een kasteelheer, en wel ene Johann Krümmel, die ook het Kasteel Ruyf te Hendrik-Kapelle bezat. De Krümmels hadden het goed lang in bezit, maar daarna kwam het, door huwelijk, vererving en verkoop, in handen van diverse andere families.

## Gebouw
Het complex bestaat uit een vervallen 14e-eeuwse donjon, gebouwd in zandsteenblokken, en oostelijk daarvan twee parallelle langgerekte gebouwen uit de 18e en 19e eeuw, die later nog sterk veranderd zijn. Tussen deze twee gebouwen loopt de toegangsweg naar de donjon, die vroeger omgracht was en via een ophaalbrug kon worden bereikt. Aan de vier hoeken van de donjon zijn nog de resten van vier erkertorentjes te vinden. De donjon heeft een rechthoekige plattegrond van 12 bij 8 meter en is ongeveer 12 meter hoog.